# Haris Avdiu
Haris Avdiu, född 21 oktober 1997, är en svensk fotbollsspelare som spelar för Syrianska FK Lidköping.

## Karriär
Avdiu är uppvuxen i Angered och började spela fotboll i Gunnilse IS. Som junior spelade han i BK Häckens akademi. Efter att inte fått något A-lagskontrakt återvände Avdiu till Gunnilse IS och startade sin seniorkarriär i division 2 2016. Följande år slutade han tvåa i skytteligan i division 3 Nordvästra Götaland med 14 gjorda mål.
Inför säsongen 2018 gick Avdiu till division 2-klubben Torslanda IK. Han gjorde tio mål i division 2 2018 och skrev inför säsongen 2019 på ett ettårskontrakt med division 1-klubben Utsiktens BK. Inför seriepremiären drabbades Avdiu av ett utdraget ledband i knät och det blev endast två inhopp för honom i division 1 2019.
Sommaren 2019 återvände Avdiu till tidigare klubben Gunnilse som nu hade blivit Angered BK och gjorde 11 mål på 10 matcher i division 3 under hösten 2019. Följande säsong präglades av skador och covid-19-pandemin men Avdiu vann ändå skytteligan med nio gjorda mål på sju matcher och hjälpte klubben att bli uppflyttade till division 2. Säsongen 2021 slog han målrekord i division 2 och gjorde 39 mål på 28 matcher.
I december 2021 värvades Avdiu av IFK Värnamo, där han skrev på ett tvåårskontrakt. Avdiu gjorde allsvensk debut den 21 april 2022 i en 0–0-match mot Malmö FF, där han blev inbytt på övertid mot Abdussalam Magashy. Avdiu gjorde totalt tre allsvenska inhopp innan han i juli 2022 lånades ut till Superettan-klubben Östersunds FK på ett låneavtal över resten av säsongen. Han gjorde totalt tre inhopp för klubben under hösten.
I januari 2023 värvades Avdiu av Ettan Norra-klubben IF Karlstad, där han skrev på ett tvåårskontrakt. I juli 2023 lånades Avdiu ut till division 2-klubben Västra Frölunda IF. I januari 2024 kom han överens med IF Karlstad om att bryta sitt kontrakt.
I februari 2024 återvände Avdiu till Torslanda IK. I maj 2024 värvades Avdiu av Västra Frölunda IF, där han tillbringade hösten 2023 på lån. I augusti 2024 gick Avdiu till division 3-klubben Syrianska FK Lidköping.